# Moderat (album)
| Recensione | Giudizio |
| ---------- | -------- |
| AllMusic   |          |
| Pitchfork  |          |

Moderat è il primo album in studio del supergruppo tedesco omonimo, pubblicato l'11 maggio 2009 dalla BPitch Control.

## Tracce
Testi e musiche di Gernot Bronsert, Sascha Ring e Sebastian Szary, eccetto dove indicato
1. A New Error – 6:07
2. Rusty Nails – 4:32
3. Seamonkey – 6:15
4. Slow Match (feat. Paul St. Hilaire) – 5:08
5. 3 Minutes of – 3:18
6. Nasty Silence – 3:13
7. Sick with It (feat. Dellé a.k.A. Eased From Seeed) – 3:46 (Gernot Bronsert, Sascha Ring, Sebastian Szary, Frank A. Dellé)
8. Porc #1 – 2:40
9. Porc #2 – 3:03
10. Les Grandes Marches – 4:28
11. Berlin – 1:23
12. No. 22 – 5:41
13. Out of Sight – 5:42

Tracce bonus nell'edizione deluxe digitale
1. BeatsWaySick (feat. Busdriver) – 4:23
2. Rusty Nails (Shackleton Remix) – 9:38

DVD bonus nell'edizione CD+DVD
1. Les Grandes Marches
2. Rusty Nails
3. Wolterdorf (Interlude)
4. BeatsWaySick
5. Rüdersdorf (Interlude)
6. Out of Sight
7. Berlin (Interlude)
8. A New Error
9. Quedlinburg (Interlude)
10. Nr. 22
11. Seamonkey – traccia fantasma